# Tukuran
Tukuran é um município de  quarta classe de renda municipal (d) na província Zamboanga do Sul, nas Filipinas. De acordo com o censo de 1 de maio  de  2020 possui uma população de 42 429 pessoas e 9 941 domicílios.